# Ischiopsopha chaminadei
Ischiopsopha chaminadei är en skalbaggsart som beskrevs av Franz Antoine 2004. Ischiopsopha chaminadei ingår i släktet Ischiopsopha och familjen Cetoniidae. Inga underarter finns listade i Catalogue of Life.